# Artur Volkmann
Art(h)ur Joseph Wilhelm Volkmann (Leipzig, 28 augustus 1851 – Geislingen an der Steige, 13 november 1941) was een Duitse beeldhouwer en schilder.

## Leven en werk
Volkmann studeerde van 1868 tot 1873 aan de Hochschule für Grafik und Buchkunst in Leipzig en aan de academie van de beeldhouwer Ernst Hähnel in Dresden. Na zijn militaire dienstplicht te hebben vervuld hervatte hij zijn studie bij de beeldhouwer Albert Wolff in Berlijn. Met een studiebeurs van de Akademie Dresden voor een tweejarig verblijf in Rome voor zijn werk Germane mit erlegtem Eber reisde hij in 1876 naar Rome. Hij zou er dertig jaar blijven, met een korte onderbreking van 1883 tot 1885. In Rome maakte hij kennis met de schilder/mysticus Hans von Marées, die zijn werk sterk zou beïnvloeden en waarmee hij van 1876 tot 1887 intensief zou samenwerken. Hij maakte portretbustes, marmerreliëfs, naakten en voltooide na 1885 de sculpturen Bacchus en Psyche.
In 1910 keerde Volkmann terug naar Duitsland, waar hij in 1911 werd benoemd tot hoogleraar aan de Städelschule in Frankfurt am Main. In 1920 verhuisde hij naar Geislingen an der Steige, waar hij ging samenwerken met de Württembergische Metalwarenfabrik (WMF). Hij brak in 1923 weer met WMF en reisde naar Bazel, waar hij vooral als schilder werkzaam was maar ook de sculptuur Leda mit Schwann creëerde. In 1926 ging hij weer naar Rome, maar een ongeval dwong hem naar Geislingen terug te keren. Hij woonde daar, nagenoeg blind en doof, tot zijn dood in 1941.

## Werken (selectie)
- Bildnis einer jungen Frau (1870)
- Bacchus (1885/87)
- Psyche
- Marmerreliëf graftombe Hans von Marées (1888), Cimetero Acattolico in Rome
- Denkmal Richard von Volkmann (1894), Chirurgische Klinik Magdeburger Straße in Halle
- Georgsbrunnen (1904)[1], Dresden
- Marmorrelief mit antikem Reiter (1909), Rathaus in Kassel
- Marmorrelief Johann von Mikulicz-Radecki (1909) in Wrocław
- Reiter (1910/11), Beeldenpark van het Städel Museum in Frankfurt am Main - aangekocht in 1921
- Paris (1913/18), Skulpturensammlung Berlin
- Leda mit Schwan (1924/26), Museum der Schönen Künste Leipzig

## Fotogalerij

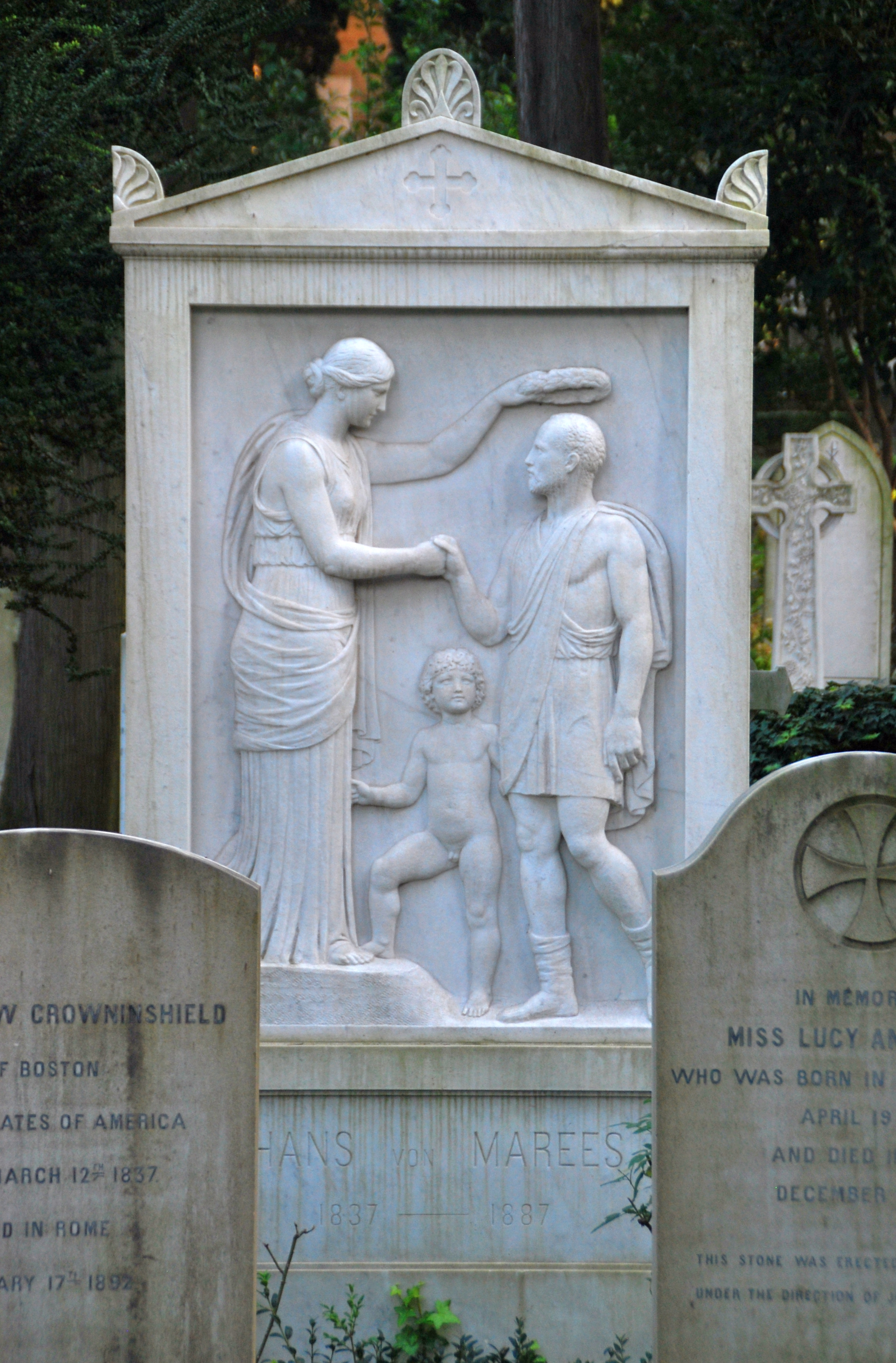
Graftombe Hans von Marées, Rome
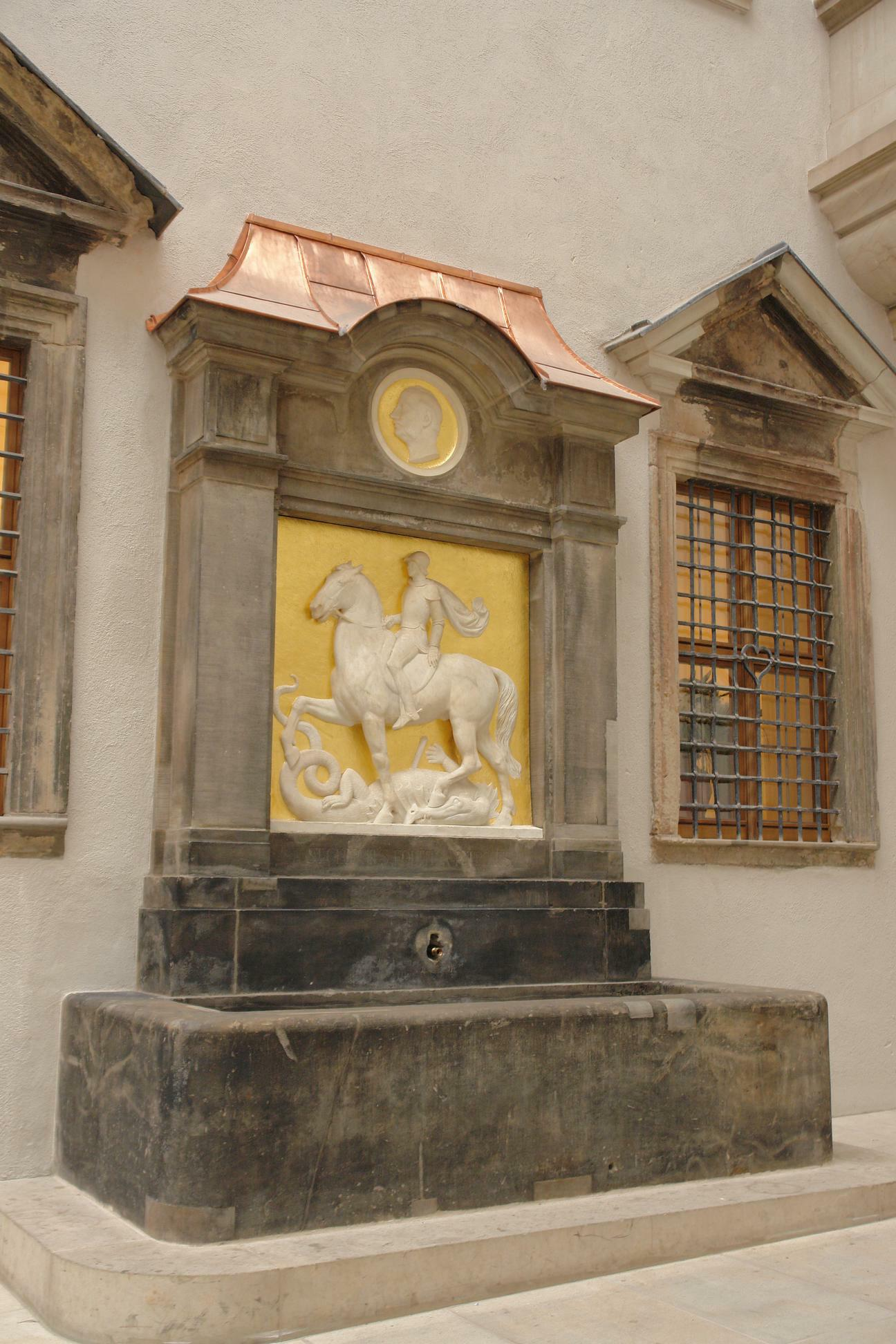
Georgsbrunnen, Dresden
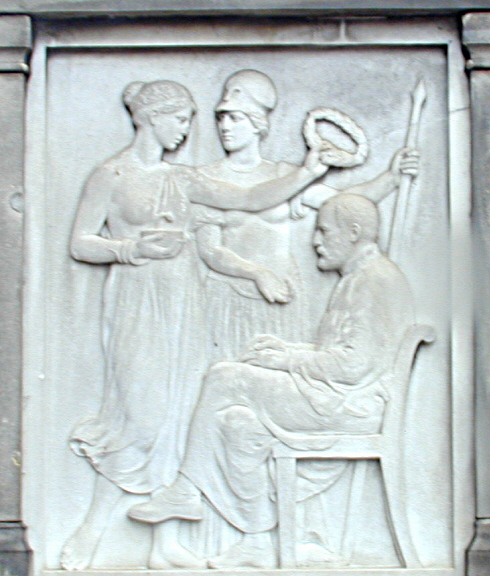
Marmorrelief Mikulicz-Radecki
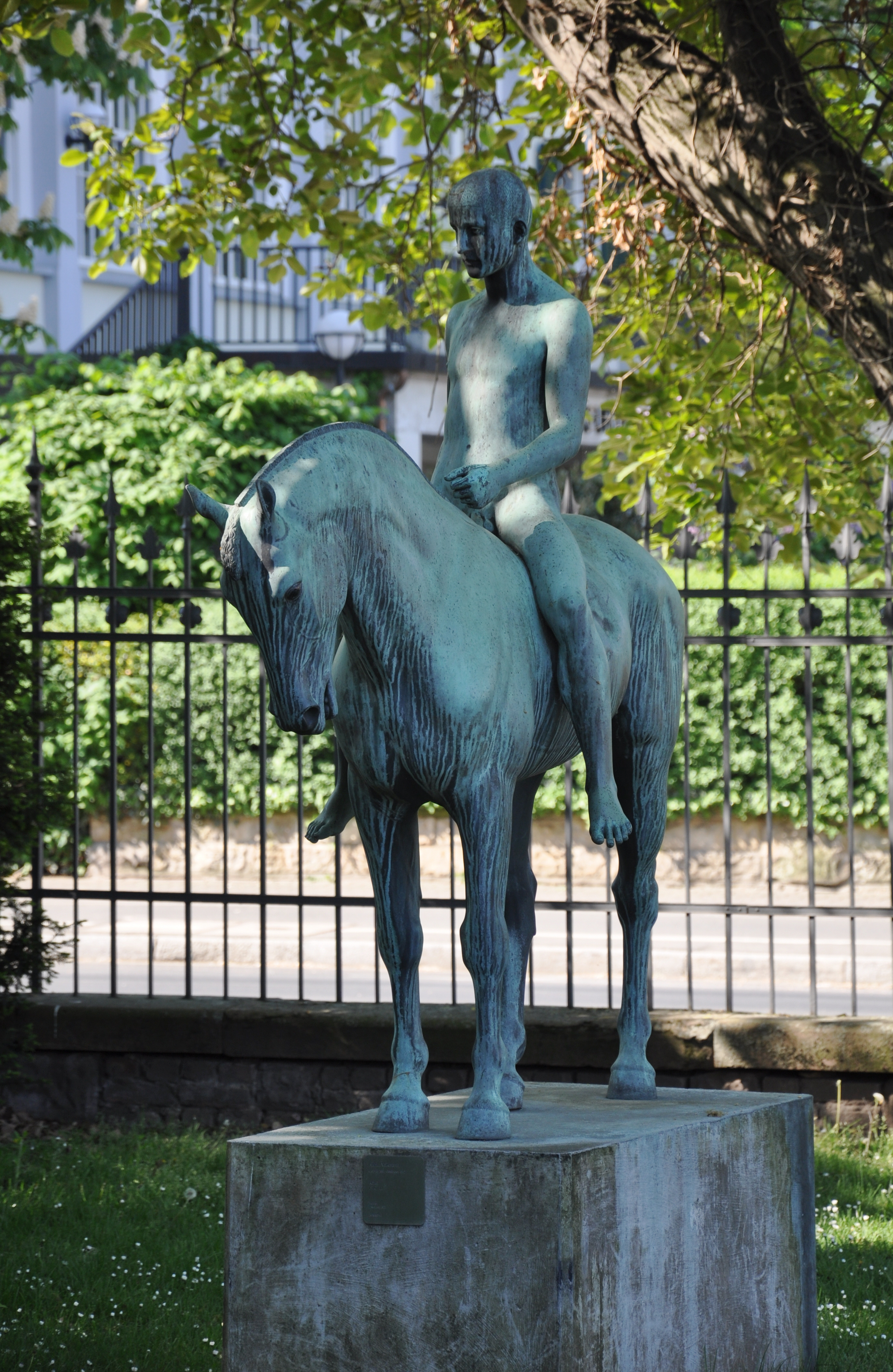
Reiter, Städel Museum